# Alnus glutipes
Alnus glutipes — вид квіткових рослин з родини березових. Поширення: Сибір.